# Flos saturata
Flos saturata är en fjärilsart som beskrevs av Pieter Cornelius Tobias Snellen 1890. Flos saturata ingår i släktet Flos och familjen juvelvingar. Inga underarter finns listade i Catalogue of Life.